# Route nationale 683
Pour les articles homonymes, voir Route nationale 683 (homonymie).
La route nationale 683, ou RN 683, longue de 26 km, était une route nationale française reliant Randanne (commune d’Aurières) à la station du Mont-Dore.

## Historique
Cette route a été créée à la suite de la réforme de 1930 par le classement du chemin de grande communication no 13 entre Randanne et le Mont-Dore.
La réforme de 1972 entraîne son déclassement dans la voirie départementale, en RD 983.

## Tracé de la route
Cette route est située exclusivement en montagne et ne traverse aucune commune avant le lac de Guéry.
La RN 683 faisait tronc commun avec la RN 496 (actuellement RD 996) pour rejoindre Le Mont-Dore.
Après le Mont-Dore, la route continue en 3 voies de circulation (puis 2 voies) jusqu'à la station de sports d'hiver du Mont-Dore.

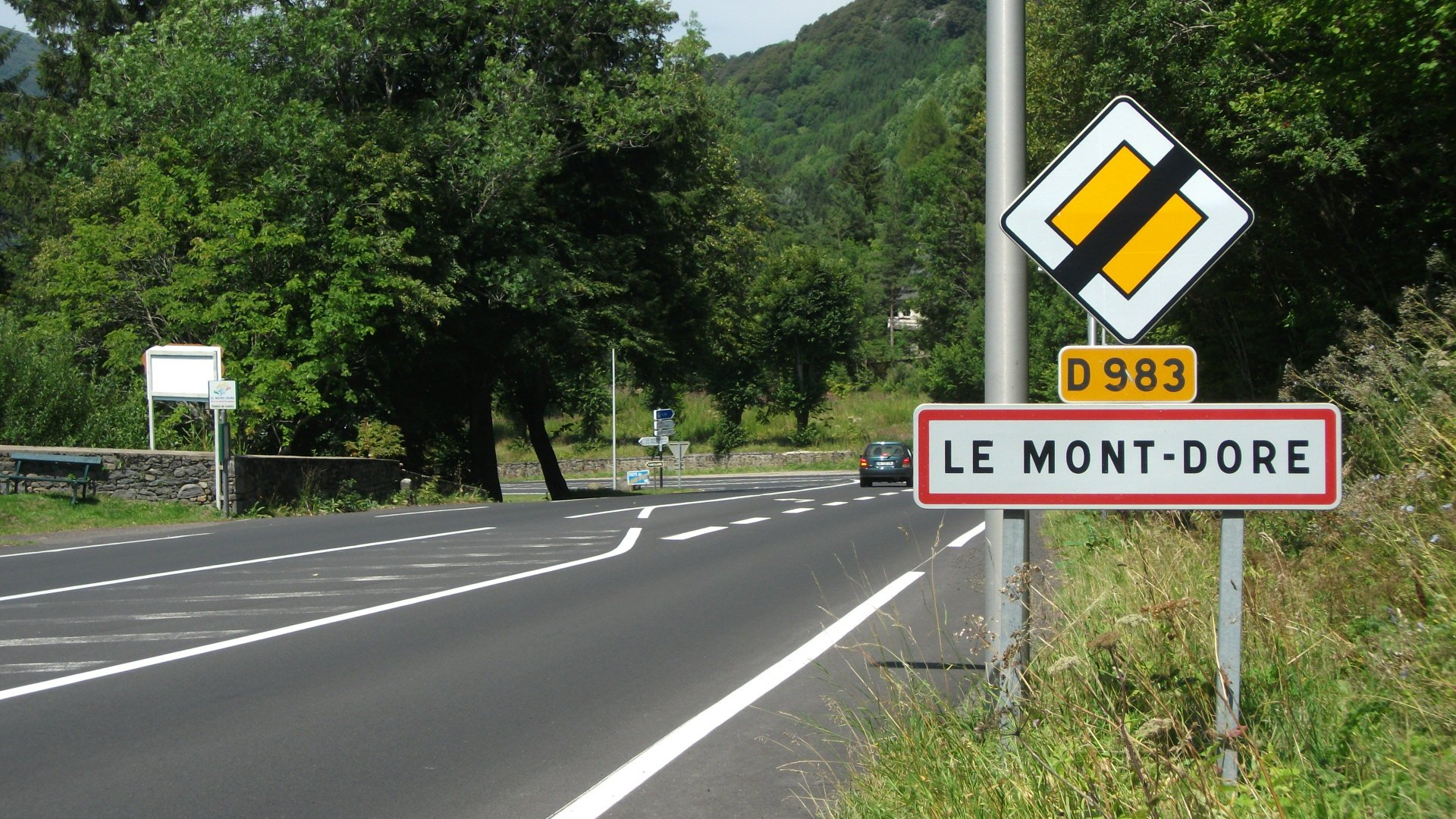
Vers le centre-ville du Mont-Dore, en provenance de la station
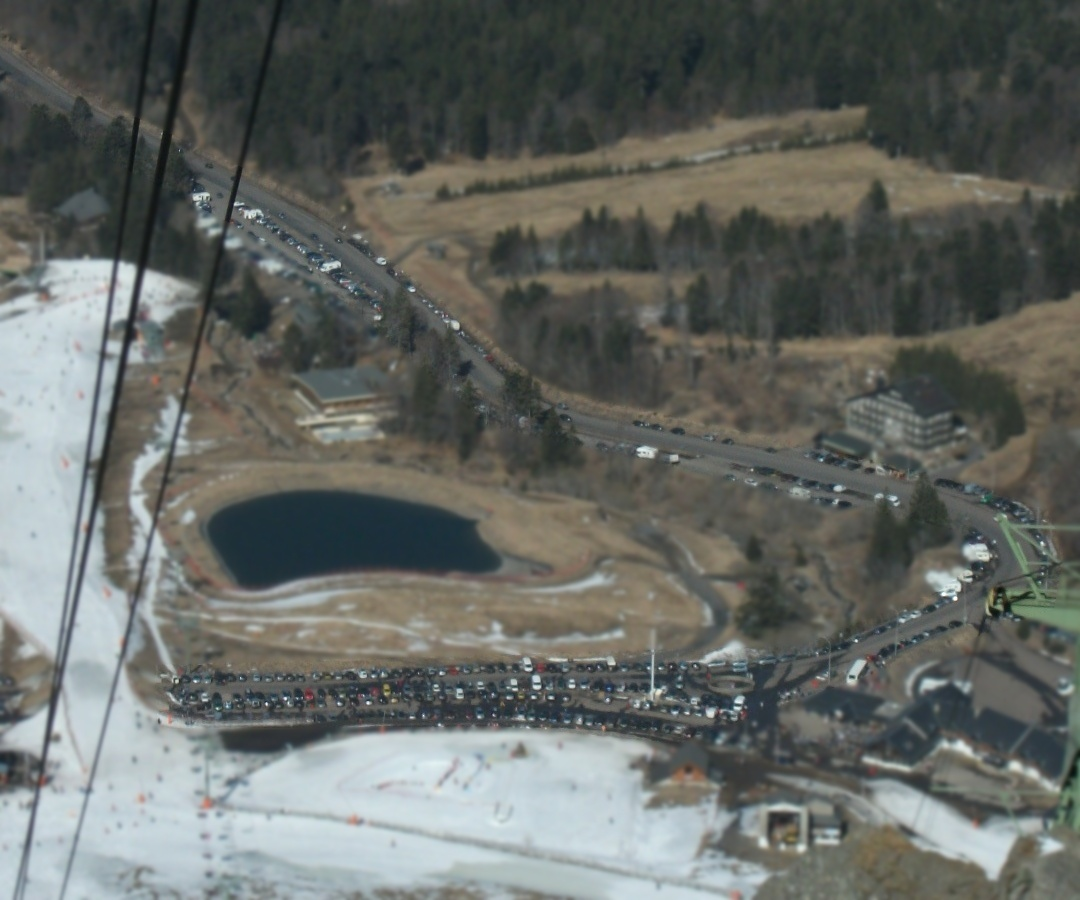
Fin de la RN depuis le haut du téléphérique

## Ancien tracé
- Randanne, commune d'Aurières
- Col de Guéry (altitude 1 268 m), commune d’Orcival
- Le Mont-Dore
- Station du Sancy, commune du Mont-Dore

### Curiosités
- Lac de Servières
- Lac de Guéry
- Source de la Sioule
- Maison de la Flore